# British Society of Medical Hypnotists
Die British Society of Medical Hypnotists war ein Berufsverband von Hypnotherapeuten mit Sitz in London.
Das Hauptziel des Verbandes war, Praxisstandards der Hypnose und Hypnotherapie zu etablieren. Die Gesellschaft wurde 1948 gegründet. Sydney van Pelt war der erste Präsident und Präsident auf Lebenszeit des Verbandes, bis 1976. Das offizielle Publikationsorgan des Verbandes war das British Journal of Medical Hypnotism